# Коллинз, Линда
Линда Коллинз (англ. Linda M. Collins, род. 13 марта 1955) — американский количественный психолог, профессор глобального общественного здравоохранения в Нью-Йоркском университете.

## Биография
Коллинз получила степень бакалавра искусств по психологии в Университете Коннектикута. Она получила докторскую степень по количественной психологии в Университете Южной Калифорнии.
Коллинз была штатным преподавателем Университета Южной Калифорнии. Она была выдающимся профессором человеческого развития и семейных исследований в Университете штата Пенсильвания. В Нью-Йоркском университете она является профессором глобального общественного здравоохранения на кафедре социальных и поведенческих наук.
Коллинз является избранным членом Американской психологической ассоциации, Ассоциации психологических наук и Общества поведенческой медицины. Она была президентом Общества многомерной экспериментальной психологии и Общества профилактических исследований.